# L'annonciation
L'annonciation è un cortometraggio del 1903 diretto da Lucien Nonguet e Ferdinand Zecca. Primo episodio del film La Vie et la Passion de Jésus-Christ (1903), che è composto da 27 episodi.

## Trama
L'Angelo del Signore appare a Maria, annunciando la nascita di un bambino che sarà chiamato: "Figlio di Dio".